# Majdanpek
Majdanpek (kyrillisch: Мајданпек) ist eine Stadt und gleichzeitig Verwaltungssitz der gleichnamigen Opština Majdanpek (dt. Gemeinde Majdanpek) im Okrug Bor (dt. Kreis Bor) im Osten Serbiens.

## Geschichte und Namen
Seit dem frühen 17. Jahrhundert ist die Stadt wegen einer Kupfermine bekannt. Die Herkunft des Namens ist auf die zwei Wörter majdan (türkisch: madän, deutsch: Grube, Bergwerk) und Pek (nach dem Fluss Pek, der an die Mine angrenzt) zurückzuführen. Das Wort Pek wird von griechisch pekos πέκος für „Fließ, Wolle“ abgeleitet: Schaffelle wurden früher zur Gewinnung von Gold in Flüssen verwendet (Goldblättchen verfingen sich leicht in den Haaren des Felles, siehe Goldenes Vlies).
Während der gesamten Geschichte der Stadt wurde die Mine von vielen ausländischen Besitzern (Tschechen, Belgier und Österreicher) ausgiebig genutzt.
Die Stadt wurde Mitte des 20. Jahrhunderts im Zuge des Industrieprogramms der SFR Jugoslawien modernisiert. Ende des 20. Jahrhunderts war Majdanpek eine der entwickeltsten Regionen der Metallurgie und des Kupferbergbaus innerhalb Jugoslawiens. Während der Ära von Slobodan Milošević gab es jedoch einen starken Rückgang der Industrieproduktion.
Heute versucht die Stadt zu überleben, indem sie die Industrie erneuert. Die Bergwerke wurden im Jahr 2007 zum Verkauf angeboten. Ein Verkauf an das rumänische Unternehmen Cuprom scheiterte. Das österreichische Unternehmen A-TEC des Unternehmers Mirko Kovats legte im Februar 2008 ein Kaufangebot vor für die Übernahme des Kupfer-Bergbau-Komplexes RTB (Rudarsko-topionicarski kombinat „Bor“). Für den Kupfer-Bergbau-Komplex wurden 466 Millionen Dollar geboten, ein anderer Bieter, die Firma SMR des russischen Unternehmers Oleg Deripaska bot 370 Millionen. Der Zuschlag ging an A-TEC. Der Verkauf wurde auf Grund von Zahlungsschwierigkeiten der A-TEC aber nicht vollzogen.
Erst im Jahr 2017 wurden wieder schwarze Zahlen geschrieben. Am 31. August 2018 übernahm das chinesische Bergbauunternehmen Zijin Mining in einem 1,26 Milliarden Dollar schweren Deal mit der serbischen Regierung 63 % der Anteile an dem Unternehmen. Der Name wurde zu Serbia Zijin Bor Copper geändert.

## Einwohner
Die Volkszählung 2002 (Eigennennung) ergab, dass 10.071 Menschen in der Stadt Majdanpek leben.

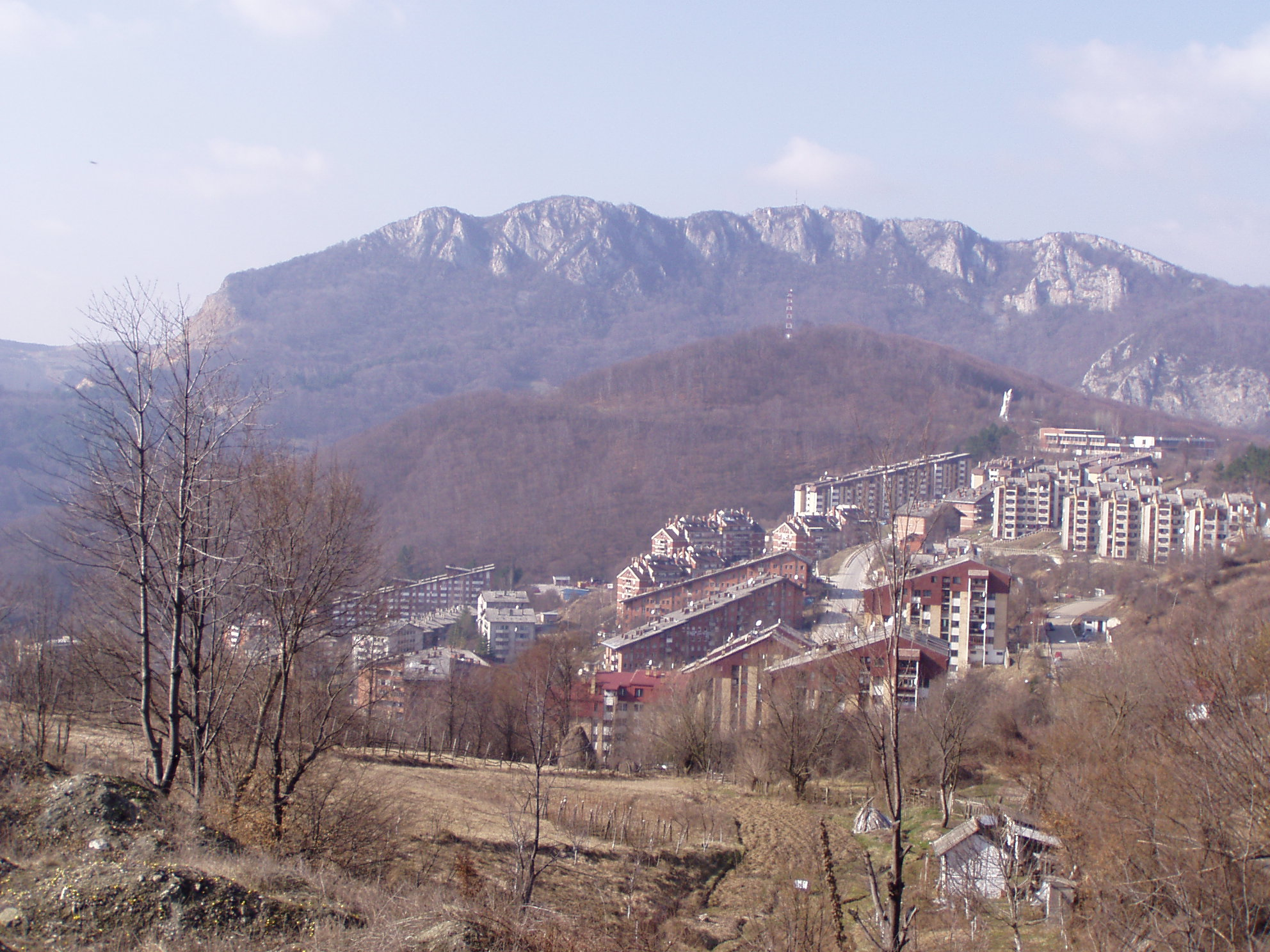
Majdanpek

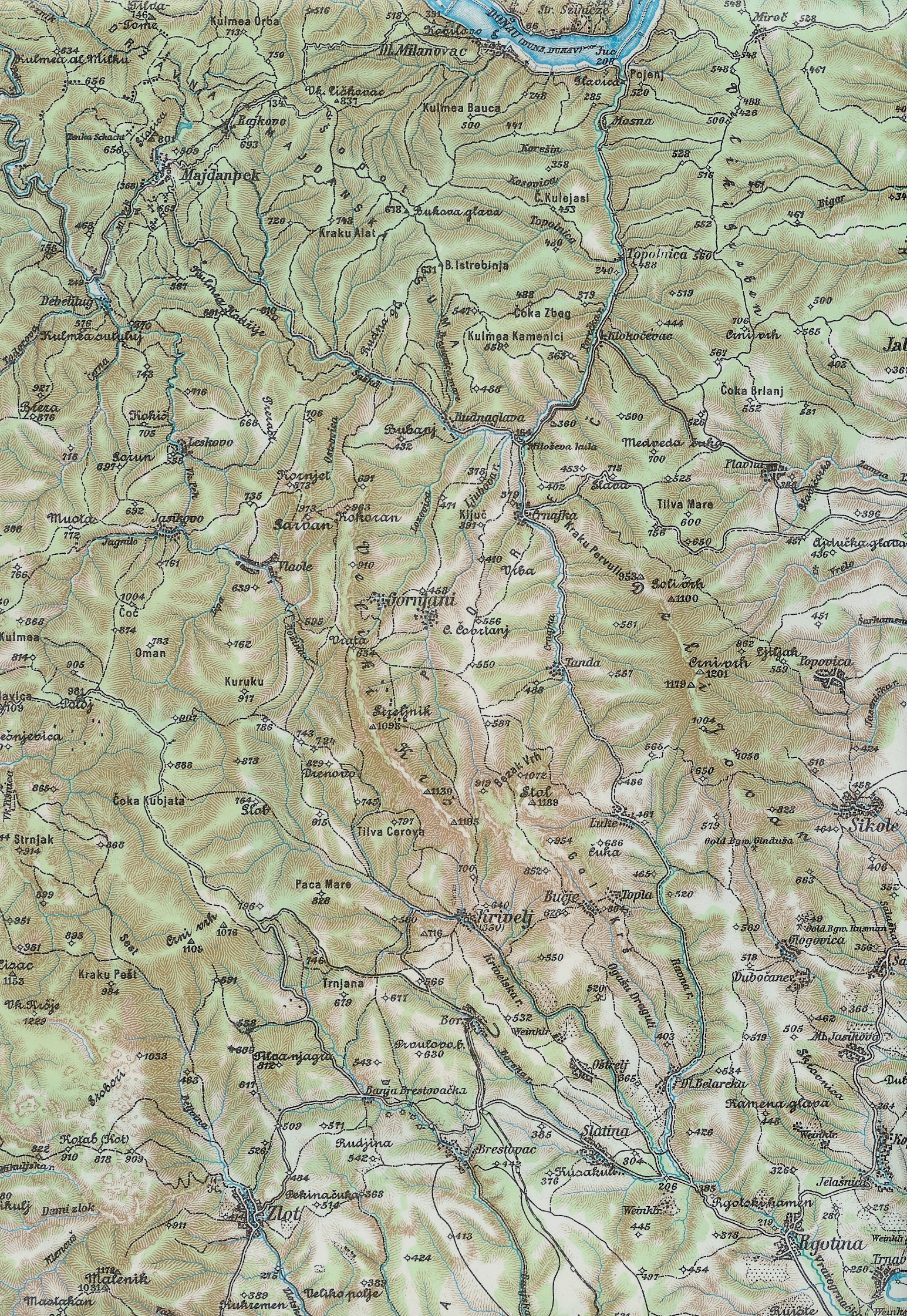
Das Gebiet südöstlich von Majdanpek im Distrikt Bor ca. 1917.

Frühere Volkszählungen:
- 1948: 1.919
- 1953: 2.244
- 1961: 3.746
- 1971: 8.065
- 1981: 9.489
- 1991: 11.760

## Söhne und Töchter der Stadt
- Suzana Šuvaković Savić (1969–2016), Opernsängerin
- Dejan Petković (geb. 1972), Fußballspieler
- Sara Nikolić (geb. 1988), Bildhauerin
- Marko Golubović (geb. 1995), Fußballspieler